# Adolf Exeler
Adolf Exeler (* 15. Februar 1926 in Eschendorf, heute Stadtteil von Rheine, Kreis Steinfurt; † 26. Juli 1983 in Villnöß, Südtirol) war ein deutscher Pastoraltheologe und Pfarrer in Münster.

## Leben
Exeler wurde am 15. Februar 1926 in Eschendorf, heute Stadtteil von Rheine (Kreis Steinfurt), als viertes Kind einer Arbeiterfamilie geboren. Als Schüler engagierte er sich in seiner Freizeit in der katholischen Jugendbewegung (Bund Neudeutschland und Sturmschar) und hielt dadurch Abstand zum Nationalsozialismus. Nach dem Abitur folgte seine Einberufung als Funker bei den Gebirgsjägern; er geriet in amerikanische Kriegsgefangenschaft, wo sein Wunsch entstand, Priester zu werden. Nach dem Theologiestudium an der Westfälischen Wilhelms-Universität in Münster und an der Ludwig-Maximilians-Universität München wurde er 1951 von Bischof Keller in Münster zum Priester geweiht und war danach u. a. von 1953 bis 1955 als Präfekt am Collegium Augustinianum Gaesdonck tätig.
Am 12. Dezember 1957 wurde Exeler mit der Dissertation Eine Frohbotschaft vom christlichen Leben. Die Eigenart der Moraltheologie Johann Baptist Hirschers in der Theologischen Fakultät der Westfälischen Wilhelms-Universität in Münster zum Dr. theol. promoviert. Anschließend hielt er sich in den Katechetischen Zentren in München, Brüssel, Nimwegen und Paris auf. Nach einer Dozentenstelle am Priesterseminar in Münster habilitierte sich Exeler am 18. Dezember 1963 mit der Arbeit Fragen der prinzipiellen Katechetik für das Fach Pastoraltheologie an der Katholisch-Theologischen Fakultät der Westfälischen Wilhelms-Universität Münster. 1965 wurde Adolf Exeler auf den Lehrstuhl für Pädagogik und Katechetik in der Theologischen Fakultät der Albert-Ludwigs-Universität Freiburg berufen. Im Anschluss an diese Lehrtätigkeit in Freiburg im Breisgau war Exeler von 1969 bis 1983 in der Katholisch-Theologischen Fakultät der Westfälischen Wilhelms-Universität in Münster als Nachfolger seines Lehrers Theodor Filthaut Inhaber des Lehrstuhls für Pastoraltheologie und Religionspädagogik.
Der Katholischen Arbeitnehmer-Bewegung (KAB) blieb der Professor mit proletarischer Herkunft, auf deren gelebte Gläubigkeit er besonders stolz war, lebenslang treu.
Exeler wohnte während seiner Zeit als Theologieprofessor in Münster in einer geistlichen Wohngemeinschaft in der Pfarrgemeinde St. Theresia. Diese Hausgemeinschaft bestand z. B. aus dem späteren Bischof von Limburg, Franz Kamphaus, und dem späteren Direktor des Katholischen Bibelwerks in Stuttgart, Franz-Josef Ortkemper.
Bei einer Ferienfreizeit mit Kindern in Südtirol starb Exeler auf einer Wanderung in Villnöß am 26. Juli 1983 im Alter von 57 Jahren.

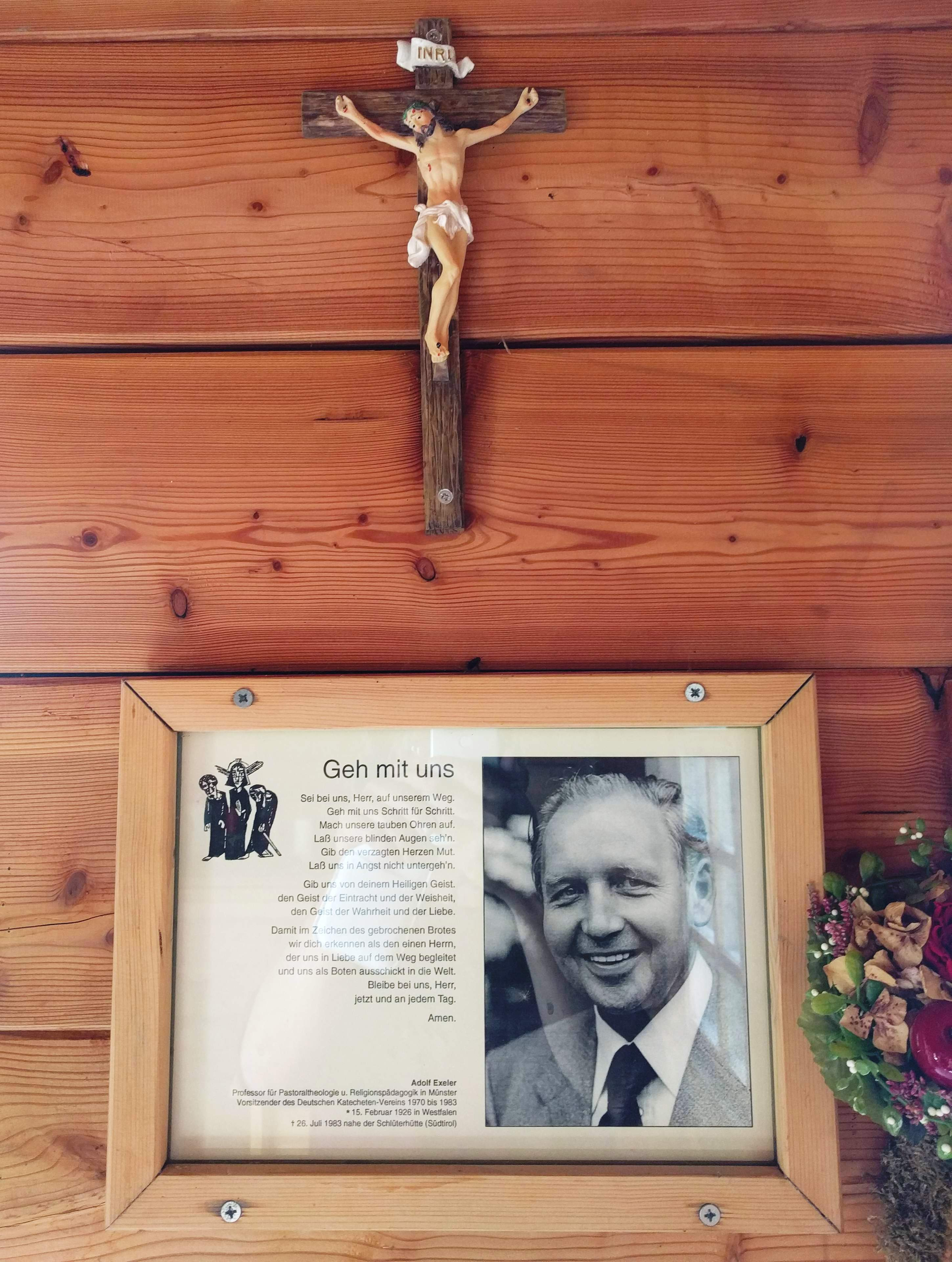
Erinnerungstafel in der Almkapelle nahe der Gampenalm im Talschluss des südtiroler Villnößtals

## Leistungen
Exeler galt als hervorragender Prediger, der besonders von den Kindern und Jugendlichen geschätzt wurde. In der Todesanzeige seiner Studenten lautet der letzte Satz: „Er war Lehrer und Pastor in einem – für seine Schüler, seine Hörer und für jeden, der sich ihm anvertraute.“
Die Teilnahme am Katechetischen Kongress 1968 in Medellín (Kolumbien) bestärkte Exeler, dass nur eine menschenfreundliche und dienende Kirche dem Evangelium Jesu Christi entspricht. Seitdem engagiert er sich für die soziale Dimension von Glauben, Theologie und Kirche.
In der Zeit des konziliaren Umbruchs der 1970er Jahre war Exeler für seine Studenten ein vorbildlicher akademischer Lehrer und Gesprächspartner, der bei aller Kritik zur Fehlbarkeit und Reformbedürftigkeit der Kirche durch seine tief verwurzelte Spiritualität und Liebe zu seiner Kirche beeindruckte.
1978 veröffentlichte er – nicht zuletzt beeindruckt von den Ergebnissen des Zweiten Vatikanischen Konzils – zusammen mit seinem damaligen Assistenten, Norbert Mette, einen Sammelband zur Theologie des Volkes, um neben dem sprachmächtigen Glauben der Kirche auch die kleinen Leute des Kirchenvolkes zu Wort kommen zu lassen.
Von 1971 bis 1983 war er Vorsitzender des Deutschen Katecheten Vereins (DKV) in München, in dessen Katechetischen Blättern er zahlreiche Aufsätze zur Religionspädagogik veröffentlichte.

## Werke (Auswahl)
- Eine Frohbotschaft vom christlichen Leben. Die Eigenart der Moraltheologie Johann Baptist Hirschers. Freiburg i. Br. 1959 (zugl. Münster, Univ. Diss., 1957).
- Rechtzeitige Erstkommunion und Pfarrseelsorge. Düsseldorf 1963.
- Wesen und Aufgabe der Katechese. Eine pastoralgeschichtliche Untersuchung (= Untersuchungen zur Theologie der Seelsorge, Bd. 21). Freiburg i. Br. 1966 (zugl. Münster, Habil.-Schrift 1963).
- gemeinsam mit Bruno Dreher und Klemens Tilmann: Katechese und Gesamtseelsorge (1966)
- Reflektierter Glaube. Perspektiven, Methoden und Modelle der theologischen Erwachsenenbildung. Freiburg i. Br. 1970.
- Katechese in unserer Zeit. Themen und Ergebnisse der 4. Bischofssynode. München 1979.
- Zu diesem Leben ermutigen. Betrachtungen zu den Festen im Kirchenjahr. Freiburg i. Br. 1981.
- In Gottes Freiheit leben. Die Zehn Gebote. Freiburg i. Br. 1982, ²1983, ³1985.
- Religiöse Erziehung als Hilfe zur Menschwerdung. München 1982 (span. 1992).
- Dem Glauben neue Bahnen brechen. Anstösse für die Praxis. Freiburg i. Br. 1982.
- Jungen Menschen leben helfen. Die alten und die neuen Werte. Freiburg i. Br. 1984 (postum).
- Theologie des Volkes. Mainz 1984 (postum), ISBN 3-7867-0695-6.